# Ryan Bell
Pour les articles homonymes, voir Bell.
Ryan Bell, né le 17 avril 1984 à Orleans, au Canada, est un joueur canadien de basket-ball. Il évolue au poste d'arrière.